# Martin Staehelin
Martin Staehelin (* 25. September 1937 in Basel; † 23. Juni 2025 in Göttingen) war ein Schweizer Musikwissenschaftler und Hochschullehrer.

## Leben
Martin Staehelin studierte in Basel zunächst Alte Sprachen, Geschichte, Schulmusik sowie Flöte. 1967 wurde er im Hauptfach Musikwissenschaft und in den Nebenfächern der Alten Sprachen promoviert.
Nach seiner Habilitation an der Universität Zürich über den Komponisten Heinrich Isaac wurde Staehelin zunächst Direktor des Beethoven-Archivs und Beethoven-Hauses in Bonn, bevor er 1983 als Professor auf den musikwissenschaftlichen Lehrstuhl der Universität Göttingen berufen wurde.
Ab 1987 war er Ordentliches Mitglied der Philologisch-Historischen Klasse der Akademie der Wissenschaften zu Göttingen. Dort hielt er 2013 die Laudatio zur Verleihung der Lichtenberg-Medaille an Joshua Rifkin. 1993 wurde er zum ehrenamtlichen Direktor des Johann-Sebastian-Bach-Instituts Göttingen ernannt. Ab demselben Jahr war er Mitglied der Academia Europaea London und ab 1998 Mitglied des Beirats der Stiftung Preußischer Kulturbesitz Berlin.

## Schriften (Auswahl)
Monographien
- Ist die sogenannte Mozartsche Bläserkonzertante echt?, de Gruyter
- Hans Georg Nägeli. Einsichten in Leben und Werk, Band I, Basel 2023, ISBN 978-3-7965-4746-1. Band II (Dokumente und Ausgewählte Schriften Nägelis), nur online: DOI:10.24894/978-3-7965-4794-2.

Herausgeberschaft
- Die mittelalterliche Musik-Handschrift W1: Vollständige Reproduktion des ‘Notre Dame’-Manuskripts der Herzog August Bibliothek Wolfenbüttel Cod. Guelf. 628 Helmst (= Wolfenbütteler Mittelalter-Studien. 9). Harrassowitz, Wiesbaden 1995, ISBN 3-447-03779-2.